# Dmitri Jegzdrine
Dmitri Jegzdrine (en biélorusse : Дзмітрый Жэгздрын) est un joueur biélorusse de volley-ball né le 2 avril 1982. Il mesure 2,07 m et joue central. Il est international biélorusse.

## Clubs
| Club                   | De        | À         |
| ---------------------- | --------- | --------- |
| Metallurg Mogilev      |           |           |
| Kommunalnik Grodno     |           | 2012-2013 |
| VK Chakhtior Salihorsk | 2013-2014 | ...       |

## Palmarès
- Championnat de Biélorussie
  - Finaliste : 2008, 2009, 2012